# Њедјед
Њедјед (слч. Neded, мађ. Negyed) насељено је мјесто са административним статусом сеоске општине (слч. obec) у округу Шаља, у Њитранском крају, Словачка Република.

## Становништво
| Година:    | 1994. | 2004.   | 2014.   | 2024.   |
| ---------- | ----- | ------- | ------- | ------- |
| Број људи: | 3152  | 3102    | 3303    | 3174    |
| Разлика:   |       | -1,58 % | +6,47 % | -3,90 % |

| Година:    | 2023. | 2024.   |
| ---------- | ----- | ------- |
| Број људи: | 3193  | 3174    |
| Разлика:   |       | -0,59 % |

Према подацима о броју становника из 2011. године насеље је имало 3.298 становника.